# MS Selandia
La MS Selandia fu la prima nave transatlantica di grande tonnellaggio equipaggiata con un motore diesel. 'Selandia' è il nome latino per l'isola danese di Sjælland. La nave fu ordinata dalla East Asiatic Company, una compagnia commerciale danese, per il servizio mercantile tra la Scandinavia, Genova e Bangkok, Thailandia. Fu costruita dai cantieri navali Burmeister & Wain di Copenaghen sull'isola danese di Refshaleøen e varata il 4 novembre 1911. Il suo viaggio inaugurale da Copenaghen a Bangkok fu effettuato il 22 febbraio 1912. Equipaggiata di motore diesel destava stupore per la mancanza di fumaiolo. I fumi di scarico uscivano dall'albero posteriore. 

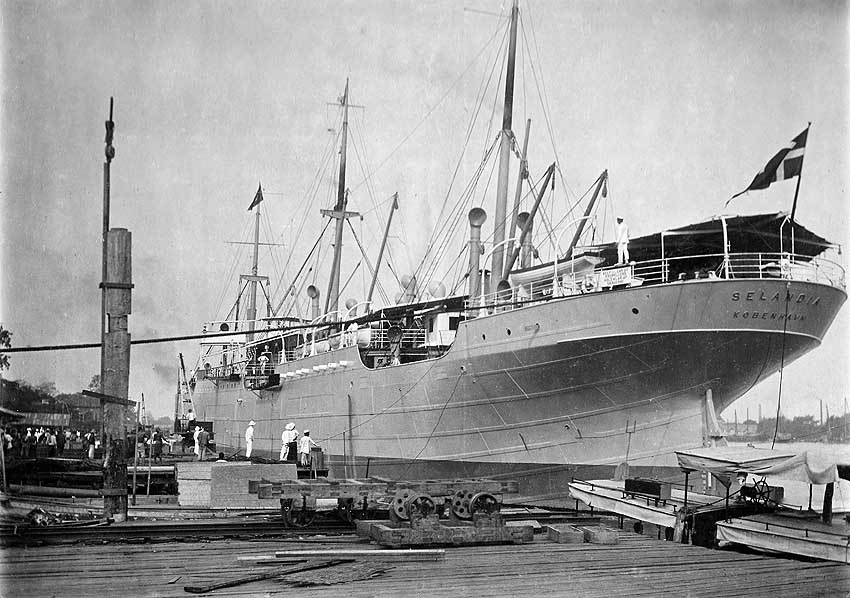
La MS Selandia a Bangkok nel 1912

È spesso considerata la prima nave a motore diesel ma in realtà fu la prima nave transatlantica di una certa stazza. Nel 1903 fu costruita la Petit Pierre che era un chiatta fluviale equipaggiata di motore diesel. Nel 1910 la MN Romagna e l'olandese Vulcanus furono equipaggiate con motore diesel e se il Vulcanus era capace di traversate oceaniche, era di una stazza cinque volte inferiore alla Selandia. Fu sicuramente la più grande e più avanzata nave con motore diesel al momento del viaggio inaugurale nel 1912.
Costruita per trasportare anche passeggeri la Sealandia aveva ampie e lussuose cabine per 20 passeggeri di prima classe, cabine a letto singolo di "eccezionale misura, con toilette e bagno ogni due cabine, e stanze della servitù sistemate in connessione con le cabine private".
Nel 1936 fu venduta in Norvegia alla Finland-Amerika-Linjen e venne rinominata Norseman; nel 1940 cambiò di nuovo nome e divenne Tornator. Naufragò il 26 gennaio 1942 a Omaezaki, Giappone per una manovra sbagliata.
Una nave gemella, la Fiona fu costruita in seguito e fece il suo viaggio inaugurale il 23 luglio 1912 nelle Indie Occidentali per la compagnia HAPAG (Hamburg Amerika Linie, con sede ad Amburgo).